# Mordellistena nana
Mordellistena nana es una especie de coleóptero de la familia Mordellidae.

## Distribución geográfica
Habita en la Europa Central y Groenlandia.